# Белицк
Белицк (блр. Беліцк; рус. Белицк) насељено је место са административним статусом варошице (городской посёлок) у источном делу Републике Белорусије. Административно припада Рагачовском рејону Гомељске области.

## Географија
Варошица се налази на око 33 км југоисточно од рејонског центра града Рагачова и на око 104 км од административног центра области Гомеља. Удаљен је 17 км од железничке станице на линији Гомељ—Жлобин.

## Историја
Белицк је основан 1951. као радничко насеље запослених из оближњег налазишта тресета, а 1960. административно је и уређен као радничка варошица. 

## Демографија
Према резултатима пописа из 2009. у насељу су живела свега 493 становника.
| 1959. | 2004. | 2009. |
| ----- | ----- | ----- |
| 1.267 | 700   | 493   |